# Рудаков, Дмитрий Ильич
Дми́трий Ильи́ч Рудако́в (1819, Санкт-Петербург, Российская империя — 8 октября 1875, Выборг, Российская империя) — морской офицер, вице-адмирал.

## Биография
Дмитрий Ильич Рудаков родился в 1819 году в Санкт-Петербурге.

### Учёба и карьера на флоте
С 1828 по 1835 годы воспитывался в Морском кадетском корпусе, откуда был выпущен гардемарином. Первое двадцатилетие своей служебной деятельности, вплоть до конца Крымской войны, он провёл в море. В 1836 году произведен в мичманы, а в 1839 году — за храбрость, обнаруженную в сражении с горцами — получил Орден Святой Анны 4-й степени с надписью «за храбрость». В 1842 году произведен в лейтенанты, в 1845 году — в капитан-лейтенанты.
В 1850 году Рудаков был переведен в 18-й флотский экипаж и назначен командиром шхуны «Метеор». 11 апреля 1854 года произведен в капитаны 2-го ранга и в 1854 году назначен командиром фрегата «Цесаревна».

### Крымская война

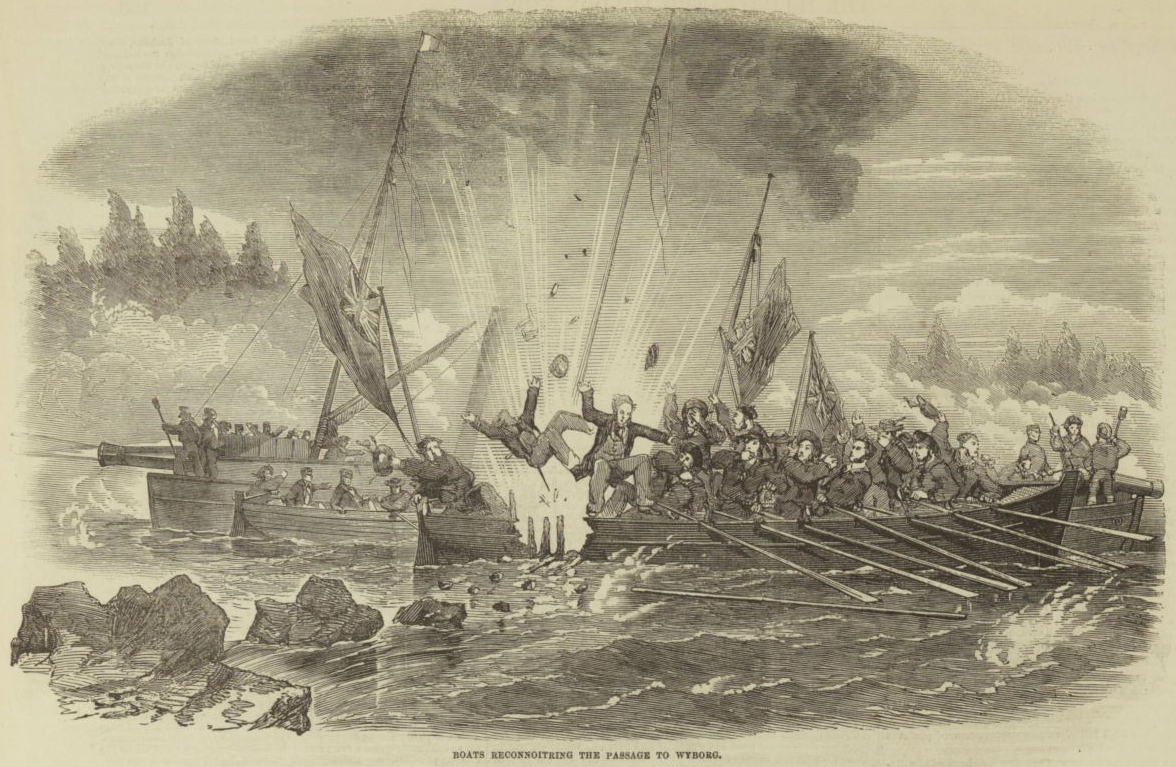
Выборгская операция (1855 год)

Летом 1855 года во время Крымской войны Рудаков командовал «батальоном гребной флотилии». Ему была поручена защита Транзундских проходов с моря к городу Выборгу. Это поручение он исполнил блестяще. 1 июля английские судна: фрегат «Arrogount», проход «Magicienne» и винтовая канонерка «Ruly» вошли в Малый Транзундский рейд и, посадив эскадры на шлюпки, хотели прорваться сквозь Транзундский пролив к Выборгу.
Распоряжаясь 8 гребными лодками и 2-3 сотнями сухопутных войск, Рудаков не только помешал намерениям врага, но и нанёс ему серьезный ущерб. За храбрость он был награждён Орденом святого Владимира 4-й степени с бантом.
Помимо отражения нападения английской эскадры на Выборг, за время Крымской войны он принял участие в 16 морских кампаниях. Удостоился семи орденов и креста за службу на Кавказе.
26 марта 1856 года назначен командиром корабля «Бриенн». 26 августа 1856 года Д. И. Рудаков был произведен в капитаны 1-го ранга, а в 1857 году назначен командующим 25-м флотским экипажем и кораблем «Великий князь Михаил».

### Свеаборгский порт
В марте 1860 г. Рудаков назначен командиром Свеаборгского порта. В этой должности он пробыл более 15 лет и успел привести его в прекрасное состояние. Все эти годы порт оказывал безвозмездную помощь зданию православного собора в Гельсингфорсе. Также под руководством Рудакова направлялись подъемные, перевозочные и другие средства для строительства Финляндской железной дороги.

### Дальнейшая служба и регалии
28 октября (9 ноября) 1866 года Д. И. Рудаков произведен в чин контр-адмирала, а 1 января 1874 года — в вице-адмиралы.
В 1872 году, по Высочайшему повелению, Рудаков был командирован в Москву главным распорядителем церемониала торжественного шествия ботика Петра Великого в ознаменование 200-летнего юбилея дня рождения царя Петра I и открытия в Москве 1-й Политехнической выставки.
30 августа 1875 года Рудаков отчислен от должности с назначением «состоять при петербургском порте».
Он умер 8 октября 1875 года в усадьбе Суур-Мерийоки под Выборгом.
Похоронен на православном гарнизонном кладбище Сорвали (остров Гвардейский в Выборгском районе Ленинградской области). Кладбище было уничтожено в 1960-е годы, но в 2016 году памятники Д. И. Рудакову и другим участникам морского сражения 1855 года силами энтузиастов восстановлены.

## Личная жизнь
Был женат на Александре Андреевне Костылевой. Брат — главный правитель Российско-американской торговой компании Александр Ильич Рудаков.